# دليل جرائم القتل من فتاة صالحة (مسلسل تلفزيوني)
دليل الفتاة الصالحة للقتل هو مسلسل تلفزيوني بريطاني مبني على رواية هولي جاكسون التي تحمل نفس الاسم ، مقتبس من قبل بوبي كوجان، من إخراج دوللي ويلز ، وطورته شركة موناج بيكتشرز لقناة بي بي سي ثري . يتكون الموسم الأول من العرض من ست حلقات مدة كل منها 45 دقيقة تغطي أحداث الكتاب الأول. إذا تم تجديد السلسلة، فمن المخطط أن تغطي السلسلة اللاحقة الكتابين الآخرين. ومع ذلك، أكدت المنتجة التنفيذية فريث تيبلادي أيضًا أن الموسم الأول له نهاية حقيقية.   في 23 مارس 2024، شاركت هولي جاكسون مقطعًا صغيرًا من العرض مع يوليو 2024 كتاريخ إصدار في المملكة المتحدة.  تم إصدار العرض دوليًا على نتفليكس في 1 أغسطس 2024. 

## المقدمة
لم تكن بيب فيتز أموبي ( إيما مايرز ) راضية عن التحقيق الكافي في مقتل فتاة في مدرسة محلية، لذا أخذت الأمور على عاتقها، وقدمت تقريرها النهائي حول هذا الموضوع. 

## طاقم التمثيل
- إيما مايرز بدور بيبا (بيب) فيتز أموبي
  - كيتي أندرسون بدور بيب الصغيرة
- زين إقبال بدور رافي سينغ
- أشا بانكس بدور كارا وارد
- رايكو جوهارا بدور زاك تشين
- جود مورجان كولي بدور كونور رينولدز
- يالي توبول مارجاليث بدور لورين جيبسون
- ياسمين الخضيري بدور نعومي ورد
- هنري أشتون بدور ماكس هاستينجز
- كارلا وودكوك بدور بيكا بيل
- ماثيو باينتون بدور إليوت وارد
- غاري بيدل بدور فيكتور أموبي
- آنا ماكسويل مارتن بدور ليان أموبي

- إنديا ليلي ديفيز بدور أندي بيل
- راؤول باتني بدور سال سينغ
- جورجيا آرون بدور إيما هوتون
- أورلا هيل بدور روبي فوكسكروفت
- ميتو بانيكوتشي بدور ستيلا تشابمان
- آنا بيل موليون بدور روزي هاستينجز
- آدم أستيل بدور توبي هاستينجز
- ماثيو خان بدور ديلان
- مات تشامبرز بدور جيسون بيل
- جاكسون بيوز بدور دانييل دا سيلفا

- جيسيكا ويبر بدور نات دا سيلفا
- إفرايم أو بي سامبسون بدور جيك لورانس

## إنتاج
في سبتمبر 2022، تم الإعلان عن المشروع باعتباره مقتبسًا تلفزيونيًا من رواية هولي جاكسون "دليل الفتاة الطيبة للقتل" على قناة بي بي سي 3 ، من إنتاج شركة موناج بيكتشرز.  ومن المقرر أن تتولى دوللي ويلز إخراج المشروع، وهو سيناريو كتبته بوبي كوجان، إلى جانب زيا أحمد، وأجوك إيبيرونكي، وروبي توماس. تم إنتاجه بواسطة فلورنس ووكر، ومن بين المنتجين التنفيذيين ماثيو ريد، وماثيو بوش، وفريث تيبلادي من شركة موناج بيكتشرز، ولوسي ريتشر ودانييل سكوت-هاوتون من هيئة الإذاعة البريطانية، إلى جانب ويلز، وهولي جاكسون، وكوجان. 

### طاقم التمثيل
في يونيو 2023، بدأ الإنتاج مع إيما مايرز وزين إقبال في الأدوار الرئيسية لشخصيتي بيب ورافي.  

### التصوير
تم التصوير في مناطق قريبة من برستل وسومرست . تشمل المواقع كهوف ريدكليف ،  وموقف سيارات سكة حديد أفون فالي ، ريدلاند ،  مدرسة ريدمايدز الثانوية ، ويستبيري أون تريم ،   وأكسبريدج .   تم التصوير في الفترة ما بين يوليو 2023 وسبتمبر 2023.

## الإصدار والاستقبال
تم إصدار العرض للبث في 1 يوليو 2024 على BBC iPlayer في المملكة المتحدة   وفي أيرلندا،  وStan في أستراليا،  و ThreeNow في نيوزيلندا.  بدأ البث الأرضي على قناة BBC Three في 10 يوليو 2024،  مع بث حلقتين أسبوعيًا.  سيتم إطلاق العرض في ألمانيا في 30 أغسطس 2024 على خدمة ZDFmediathek ، بينما ستبث ZDFneo حلقتين أسبوعيًا بدءًا من 8 سبتمبر 2024.  في 22 أبريل 2024، أعلنت نتفليكس أن العرض سيُعرض على منصتها في 1 أغسطس 2024.